# شهرستان کوک (جورجیا)
شهرستان کوک، جورجیا (به انگلیسی: Cook County, Georgia) یک سکونتگاه مسکونی در ایالات متحده آمریکا است که در جورجیا واقع شده‌است.